# Alfonso Mariconda
Alfonso Mariconda (Napoli, 5 ottobre 1671 – 9 febbraio 1737) è stato un arcivescovo cattolico italiano.

## Biografia
Nacque a Napoli, il 5 ottobre 1671, da una ricca e nobile famiglia.
Fu vescovo di Trivento, che ebbe il merito di arricchire la cattedrale con opere d'arte e affreschi e di ristrutturarne la facciata,  dal 10 luglio 1717 all'11 dicembre 1730, e successivamente arcivescovo di Acerenza e Matera fino alla sua morte, avvenuta il 9 febbraio 1737.

## Genealogia episcopale
La genealogia episcopale è:
- Cardinale Scipione Rebiba
- Cardinale Giulio Antonio Santori
- Cardinale Girolamo Bernerio, O.P.
- Arcivescovo Galeazzo Sanvitale
- Cardinale Ludovico Ludovisi
- Cardinale Luigi Caetani
- Cardinale Ulderico Carpegna
- Cardinale Paluzzo Paluzzi Altieri degli Albertoni
- Cardinale Gaspare Carpegna
- Cardinale Fabrizio Paolucci
- Arcivescovo Alfonso Mariconda, O.S.B.